# Oxomanganileakeïta
L'oxomanganileakeïta és un mineral de la classe dels silicats, que pertany al grup del nom arrel leakeïta.

## Característiques
L'oxomanganileakeïta és un inosilicat de fórmula química NaNa₂(Mn3+
4Li)Si₈O22O₂. Va ser aprovada com a espècie vàlida per l'Associació Mineralògica Internacional l'any 2015, i la primera publicació data del 2016. Cristal·litza en el sistema monoclínic.
L'exemplar que va servir per a determinar l'espècie, el que es coneix com a material tipus, es troba conservat a les col·leccions mineralògiques del museu canadenc de la natura, situat a la localitat canadenca d'Ottawa, amb el número de catàleg: cnmnc86895.

## Formació i jaciments
Va ser descoberta a la mina Hoskins, a la localitat de Grenfell, al comtat de Forbes (Nova Gal·les del Sud, Austràlia). Es tracta de l'únic indret de tot el planeta on ha estat descrita aquesta espècie mineral.